# SS Valencia
El SS Valencia era un barco de vapor construido como un transatlántico menor para la línea roja D para el servicio entre Venezuela y la ciudad de Nueva York. Fue construido en 1882 por William Cramp e Hijos, mientras se construía "la nave hermana del Caracas". 
Era un buque de 1,598 toneladas (originalmente 1.200 toneladas), 252 pies (77 m) de longitud. En 1897, el Valencia fue atacado deliberadamente por el crucero español Reina Mercedes de la Bahía de Guantánamo, Cuba. Al año siguiente, se convirtió en un barco de pasajeros costera en la costa oeste de Estados Unidos y sirvió periódicamente en la Guerra Española-Norteamericana como de tropas a las Filipinas. Valencia naufragó frente a Cabo Beale, que está cerca de Clo-oose , en la costa oeste de la isla de Vancouver, Columbia Británica, el 22 de enero de 1906.
Desde su hundimiento mató a 100 personas (entre todas las mujeres y niños a bordo), algunos clasifican los restos del Valencia como el peor desastre marítimo en el " Cementerio del Pacífico ", una zona famosa traidora de la costa suroeste de la isla de Vancouver.
Los restos del Valencia se encuentran cerca del Cabo Beale, en la costa oeste de la Isla de Vancouver.

## Historia
La Línea Roja D había estado operando un servicio de barco de vela bien establecida en Venezuela desde 1839. Este servicio continuó sin interrupción durante casi 40 años. En el verano de 1.879, sin embargo, la empresa decidió modernizar su servicio con barcos de vapor. Tres buques alemanes fueron arrendados para iniciar este servicio, pero pronto se hizo evidente que necesitaría una flota permanente que se preste. Como resultado de esta decisión, dos barcos de vapor fueron ordenados por William Cramp & Sons en Filadelfia. Ambas naves fueron a llevar a una combinación de pasajeros, carga y correo, navegar bajo Registro americano y ser atendido por los equipos americanos. En 1881, el primero de este dúo, el 1,200 toneladas de Caracas, se terminó y comenzó el servicio en julio de 1881 entre la ciudad de Nueva York y Caracas vía Laguayra y Puerto Cabello.

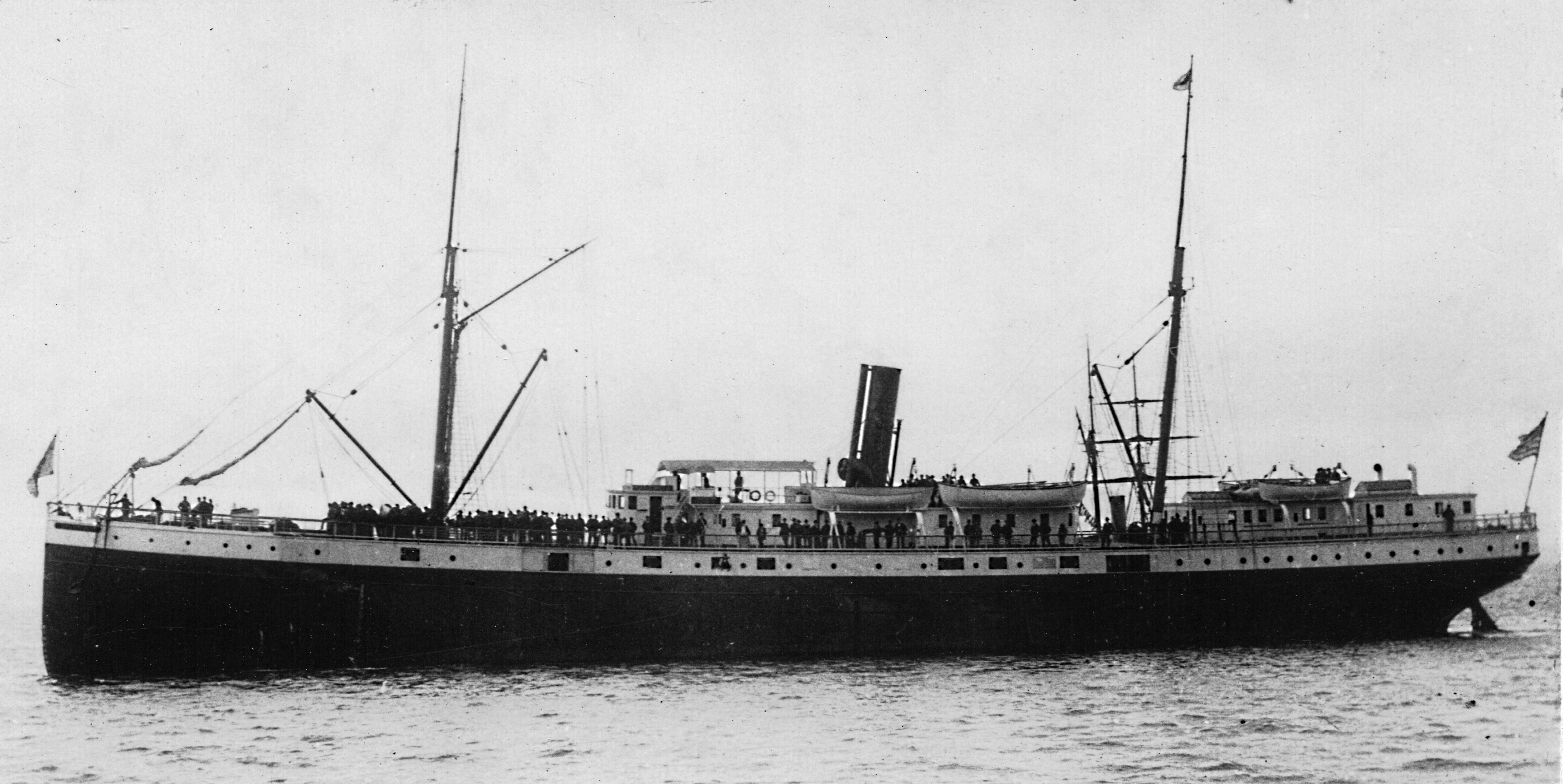
El SS Valencia en torno a 1900, mostrando la mayor parte de su perfil con los colores originales de la Red D Line.

En 1882, se completó "la nave hermana del Caracas". El nuevo barco de vapor, Valencia, fue más corto en longitud que su hermana mayor por 5 pies (2 m) y comenzó su viaje inaugural en mayo de 1882. Un servicio de extensión para el Valencia y Caracas fue proporcionada por el pequeño barco de vapor de madera de Maracaibo hasta el puerto de homónimo del vapor de madera. A diferencia de Valencia y Caracas, Maracaibo se registró con la bandera británica, ya que ella no operaba en los Estados Unidos. Un viaje en Valencia y Caracas estaba programado dos veces al mes y duró alrededor de 26 días. En 1888, la Caracas fue vendido a Thomas Hogg Egenton del Oregon Pacific Railroad Company y renombrado Yaquina Bay. Valencia embargó, las operaciones continuaron con la D Red Line. En años posteriores, Valencia estaba operando desde la ciudad de Nueva York para Laguayra, a través de Puerto Cabello y la isla de Curazao.
En 1897, el revestimiento de las Cataratas de la Línea Ward fue guardada para someterse a reparaciones. El Valencia fue posteriormente alquilado en los D Línea Roja para tomar temporalmente el lugar de las Cataratas. A pesar de la carta, el Valencia seguía atendido por su equipo Red D Line. El 29 de mayo de 1897, el Valencia fue atacado deliberadamente por el crucero español Reina Mercedes. El crucero disparó dos tiros en el Valencia fuera de la bahía de Guantánamo. Uno de los lanzamientos errados a 240 pies (73 m) de la popa del Valencia. Inmediatamente, la bandera de Estados Unidos se planteó en la popa del Valencia, impidiendo que la Reina Mercedes le disparara ningún tiro más. Más tarde se reveló que los disparos fueron realizados por la Reina Mercedes con el fin de intimidar al Valencia por los colores que estos llevaban. La tripulación de la Reina Mercedes era de otra manera bien consciente de la identidad del Valencia. A pesar de no ser capaz de ver la bandera del crucero, el capitán del Valencia fue capaz de identificar la Reina Mercedes, ya que ambos barcos estaban juntos en Santiago de Cuba unos días antes. Un funcionario español reclamó que la Reina Mercedes tenía todo el derecho a disparar contra el Valencia por no mostrar su bandera de Estados Unidos, que violó cortesía marítima. En respuesta a un funcionario estadounidense declaró que la Reina Mercedes no mostraba sus colores mientras atacaba al Valencia, por lo que el ataque fue injustificado.>re name=senrep />

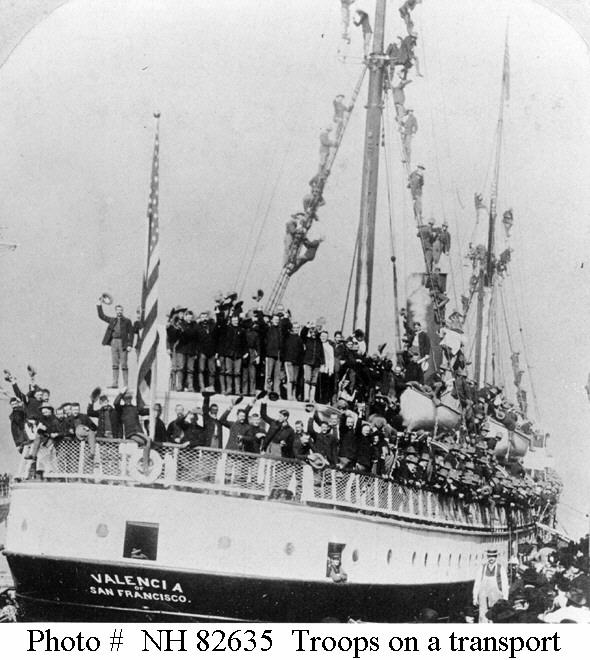
El SS Valencia, transportando miembros voluntarios de la infantería de Dakota del Norte del Ejército de Estados Unidos durante la Guerra hispano-estadounidense.

En 1898, el Valencia fue vendido al vapor del Pacífico Ballenera Company, que la llevó por el Cabo de Hornos hasta la costa oeste. A partir de aquí, se desempeñó entre San Francisco, California y Alaska. El 19 de junio de ese año, el Valencia fue fletado por el Ejército de los Estados Unidos para su uso como transporte de las tropas de la guerra Española-Americana. En esta configuración, el Valencia podría llevar a 606 soldados y 29 oficiales. Estaba acostumbrada a transportar los primeros voluntarios del Dakota del norte de infantería, los primeros voluntarios de infantería de Washington (Empresas F, G, I y L), y la artillería pesada de California (Baterías A y D) entre San Francisco y Filipinas. El Ejército pagó propietarios de Valencia a $ 650 el día por su contrato de arrendamiento.
Después de volver a la función pública, el Valencia no se adaptó bien a su nuevo entorno. Su diseño se le hizo difícil para manejar durante los meses de invierno. Los grandes 100 pies de la Comunidad Valenciana (30 m) reducen la visibilidad de su puente. El ruido muy audible de las olas rompiendo a lo largo de su arco a menudo interfirió con la comunicación entre sus miembros de la tripulación. En 1901, el sobrecargo del Valencia fue detenido por los sobreprecios de las entradas y por malversar el dinero adicional. El sobrecargo reclamó al resto de la tripulación de Valencia que participó en esta estafa. En el mismo evento, se descubrió que el Valencia llevaba más pasajeros de lo que estaba permitido, haciéndoles a sus propietarios una multa de $ 9,000. [5]
Después de su fracaso, el Valencia fue vendido a la Steamship Company en la costa del Pacífico. Mientras regresaba de Valdez, Alaska en 1902, el Valencia chocó con el vapor Georgia en la bahía de Elliott de Seattle, Washington. Una de las placas del casco de Valencia fue pinchada por encima de la línea de agua. Más tarde se descubrió que había sido dañado el Valencia debajo del agua por la colisión, este habría fracasado.

## Último viaje

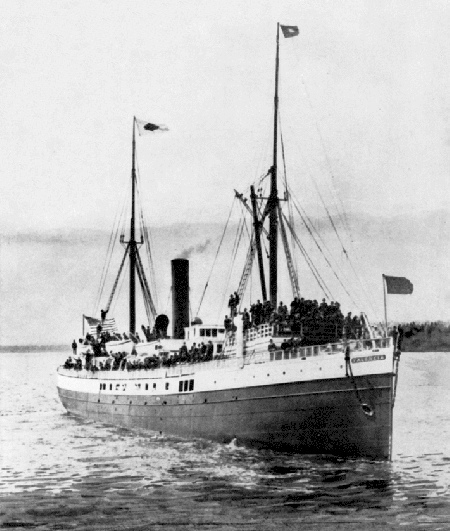
El SS Valencia, circa 1905.

El Valencia no era un barco muy querido entre los pasajeros de la costa del Pacífico. Se lo consideraba demasiado pequeño y demasiado expuesto a los elementos, lo que lo hizo ser clasificado como un buque de segunda clase. Además, su velocidad media era de sólo once nudos. Durante la temporada de invierno, el Valencia pasó la mayor parte de su tiempo anclado en el muelle en San Francisco, cumpliendo como buque de respaldo. El Valencia no estaba equipado con un doble fondo y, al igual que los primeros barcos a vapor de hierro, su cáscara de compartimentación era primitiva. En enero de 1906, sin embargo, fue desviado temporalmente a la ruta de San Francisco-Seattle para hacerse cargo de la ciudad de SS de Puebla, que fue sometido a reparaciones en San Francisco. El tiempo en San Francisco era claro, y el Valencia se puso en marcha el 20 de enero a las 11:20 AM con nueve oficiales, 56 miembros de la tripulación y por lo menos 108 pasajeros a bordo. Al pasar por el Cabo Mendocino en las primeras horas de la mañana de 21 de enero, el tiempo dio un giro para peor. La visibilidad era baja y un fuerte viento comenzó a soplar desde el sureste.
Incapaz de hacer observaciones claras, la tripulación del barco se vio obligado a depender de navegación a estima para determinar su posición. Fuera de la vista de tierra, y con vientos y corrientes fuertes, el Valencia se perdió a la entrada del estrecho de Juan de Fuca. Poco antes de la medianoche el 22 de enero, el Valencia golpeó un arrecife cerca del punto de Pachena, en la costa suroeste de la isla de Vancouver.

### Colisión y desastre

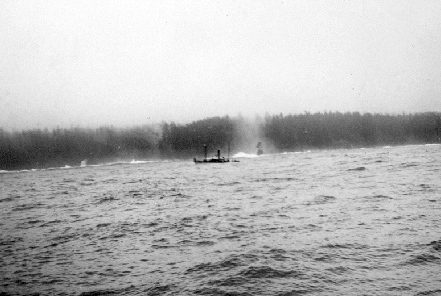
El SS Valencia hundiéndose, visto desde uno de los barcos que acudieron al rescate.

Inmediatamente después de la colisión, el capitán ordenó revertir sus motores. Tan pronto cuando era evidente que estaba sobre las rocas, miembros de la tripulación informaron de gran orificio en el casco en el que el agua se vertía rápidamente. Para evitar que se hundiera, el capitán ordenó a su encallado, y él fue impulsado a las rocas de nuevo. Él se quedó varado en vista a la costa, separada de ella por 50 metros de un fuerte oleaje.
En la confusión que siguió, todos menos uno de los siete botes salvavidas de la nave se bajó en el agua en contra las órdenes del capitán, todos ellos inadecuadamente tripulados. Tres volteados mientras eran bajados, derramando a sus ocupantes en el océano; de los tres que se lanzó con éxito, dos se volcaron y uno desapareció. La escena en el naufragio era horrible, como lo cuenta uno de los pocos sobrevivientes, el Jefe de Carga Clerk Frank Lehn relató:
"Los gritos de las mujeres y los niños se mezclaban en un coro horrible con los gritos del viento, el guion de la lluvia, y el rugido de las olas. A medida que los pasajeros se precipitaban en la cubierta cuando eran llevados en manojos por las enormes olas que eran tan altas como las cabeceras de la nave. El barco comenzó a romperse casi a la vez y las mujeres y los niños se anclaban por encima a los aparejos para evitar el alcance del mar. Fue un espectáculo lamentable ver a las mujeres frágiles, llevando sólo los vestidos de noche, con los pies descalzos sobre los flechastes congeladas, tratando de proteger a los niños en sus brazos del viento helado y la lluvia."
Sólo 12 hombres llegaron a la orilla, y de ellos, tres fueron arrastrados por las olas después de aterrizar. Los nueve hombres restantes escalaron los acantilados y encontraron una línea telegráfica colgada entre los árboles. Siguieron la línea a través de un denso bosque hasta que llegaron a la cabina de un instalador de líneas, de las que fueron capaces de pedir ayuda. Estos nueve hombres, que se conocieron como el "Bunker" del Partido, después del sobreviviente Frank Bunker, finalmente recibieron mucho críticas por no tratar de llegar a la cima del acantilado cercano, donde podrían haber recibido y hecho rápido, como encender los Cañones lanzacabos a bordo de la Comunidad Valenciana.
Mientras tanto, contramaestre de la nave y una tripulación de voluntarios habían bajado en el último bote salvavidas restante con instrucciones para encontrar un lugar de aterrizaje seguro y volver a los acantilados para recibir un salvavidas de la nave. Al aterrizar, descubrieron un sendero y un cartel que decía "Tres millas de Cabo Beale." Abandonando el plan original, decidieron dirigirse hacia el faro en el cabo, a donde llegaron después de 2 horas y media de caminata. El guardián del faro telefoneó a Bamfield para reportar el accidente, pero la noticia ya había llegado y había pasado a Victoria, Columbia Británica, Canadá. Este último grupo de sobrevivientes era "un poco menos enloquecidos" por su última visión como los pasajeros restantes varados
"Los rostros valientes miraban encima de la barandilla rota de un naufragio y del eco de ese gran himno cantado por las mujeres a punto de la muerte, pero que fueron capaces con la niebla y la niebla de tener una sonrisa en la cara, volando para recordar: Más cerca, Dios mío, a Ti. "

### Los esfuerzos de rescate

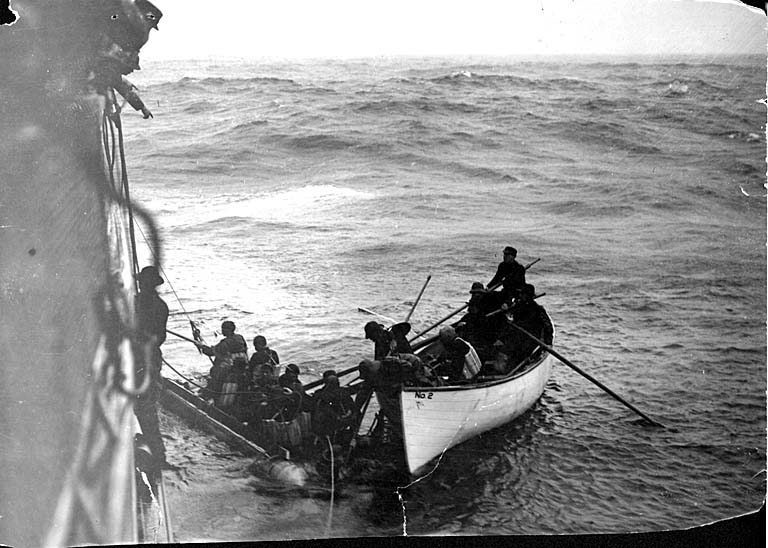
Supervivientes en una lancha salvavidas, siendo rescatados por el SS City of Topeka.

Una vez que la palabra del desastre llegó a Victoria, tres barcos fueron enviados para rescatar a los sobrevivientes. El más grande era el barco de pasajeros SS Queen; acompañándola fueron el vapor de salvamento Recuperador y el Zar tirón. Otro buque de vapor, de la Ciudad de las SS de Topeka, fue enviado después de Seattle con un médico, enfermeras, suministros médicos, miembros de la prensa, y un grupo de marineros experimentados. En la mañana del 24 de enero de SS Queen llegó al lugar del naufragio, pero no pudo acercarse debido a la severidad del clima y la falta de medidas de profundidad. Al ver que no sería posible acercarse a los restos del naufragio del mar, el salvador y el Zar partieron a Bamfield para organizar un grupo de rescate por tierra.
Al ver a la Queen, la tripulación del Valencia lanzó dos balsas salvavidas restantes de la nave, pero la mayoría de los pasajeros decidió permanecer en la nave, presumiblemente, la creencia de que un equipo de rescate no tardaría en llegar. Aproximadamente una hora más tarde, el de la ciudad de Topeka llegó y, al igual que el Queen, no pudo acercarse a los restos del naufragio. El Topeka cruzó las aguas de la costa durante varias horas en busca de sobrevivientes, y, finalmente, se encontró con una de las balsas salvavidas que llevaban 18 hombres. No se encontraron otros supervivientes, y al oscurecer el capitán del Topeka suspendió la búsqueda. La segunda medida de salvación, finalmente derivó en tierra en una isla en Barkley Sound, donde los cuatro sobrevivientes fueron encontrados por las Primeras Naciones de la isla y trasladados a un pueblo cercano a Ucluelet.
Cuando el grupo por tierra llegó a los acantilados sobre el sitio del naufragio, se encontraron con decenas de pasajeros aferrados a los aparejos y a las pocas partes no sumergida del casco del Valencia. No mucho tiempo después, el embudo solitario de la nave se derrumbó. Siendo el embudo uno de los últimos medios completos de protección de cualquier persona a bordo, las olas eran ahora capaces de lavar completamente la cubierta de Valencia, dejando todo a merced de las olas. Sin ningún tipo de esperanzas para las vidas restantes, sin embargo, no pudieron hacer nada para ayudar a los sobrevivientes, y en pocas horas una gran ola se lleva los restos de las rocas al océano. Cada pasajero restante se ahogó.

## Investigación y consecuencias

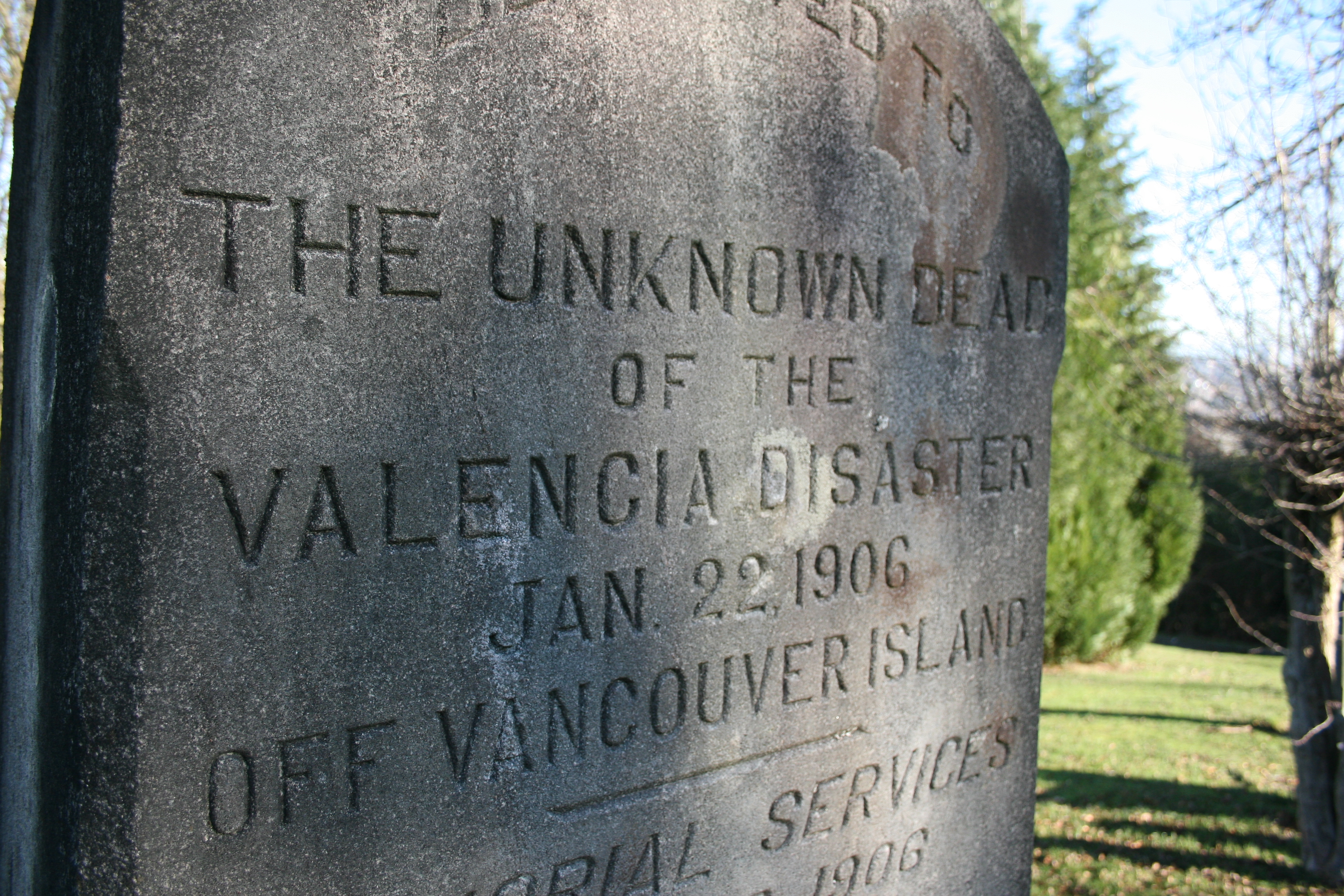
Una lápida marca el lugar donde se encuentran los restos de las víctimas anónimas del desastre del SS Valencia, en el cementerio de Mt Pleasant en el barrio de Queen Anne, en Seattle, Washington.

Pocos días después de la catástrofe, el marine de los Servicio de Inspección de los Estados Unidos lanzó una investigación sobre el incidente. Una segunda investigación fue lanzada por el presidente Theodore Roosevelt. Su objetivo era doble: uno, para determinar las causas del desastre, y dos, para recomendar la forma de evitar la pérdida de la vida en el futuro.
La investigación se desarrolló entre el 14 de febrero hasta el 1 de marzo de 1906, y el informe final se publicó el 14 de abril de 1906. Los informes acordados como las causas fueron: la catástrofe, los errores de navegación y el mal tiempo. El equipo de seguridad era, en su mayor parte, en orden del funcionamiento, pero los ejercicios con los botes salvavidas no se había llevado a cabo. Según el informe, la tripulación de los buques de rescate se hizo para ayudar al Valencia debido a las circunstancias.
La pérdida de vidas fue atribuida a una serie de coincidencias desafortunadas, agravada por la falta de infraestructura para salvar vidas a lo largo de la costa de la isla de Vancouver. El informe federal hizo un llamado para la construcción de un faro entre el cabo de Beale y Carmanah Point, y la creación de un rastro de salvamento costero con refugios regularmente espaciados para dar refugio a los náufragos. También recomendó que barcos de surf se estacionaran en Tofino y Ucluelet y que un barco de vapor bien equipado se estacionara en Bamfield. El gobierno canadiense estableció de inmediato trabajar en la construcción de un faro y una pista; en 1908, el faro de la punta Pachena estaba iluminado, y en 1911 trabajaban en el camino el que más tarde se conoció como el Camino de la Costa Oeste.

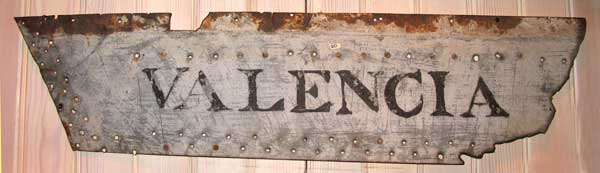
SS Valencia, placa de identificación de los botes salvavidas.

### ¿Cuántas personas murieron en el hundimiento?
Se estima por diferentes personas; una lista de algunas fuentes dicen que 117 personas perdieron la vida, mientras que otros afirman que el número de víctimas mortales fue de hasta 181. Según el informe federal, la cifra oficial de muertos era de 136 personas. Sólo 37 hombres sobrevivieron, y cada mujer y niño en la Valencia murieron en el desastre.
En 1933, 27 años después del desastre, el bote salvavidas número 5 del Valencia fue encontrado flotando en Barkley Sound. Cabe destacar, que estaba en buen estado, con gran parte de la pintura original restante. la placa de identificación del barco está ahora en exhibición en el Museo Marítimo de Columbia Británica.
Coincidentemente, también naufragó el buque gemelo del Valencia, el Caracas. El 9 de diciembre de 1888, poco después de llegar en la costa oeste como la bahía de Yaquina, ella se liberó de su remolcador, encalló en la bahía de su mismo nombre y fue declarado pérdida total.

## Mitos y leyendas que rodean el Valencia
El dramático final de Valencia ha hecho que sea objeto de varios rumores locales y las historias de fantasmas. Seis meses después del hundimiento, los americanos nativos locales afirmaron haber visto un bote salvavidas con ocho esqueletos en una cueva de un mar cercano a la costa de Pachena Bay. La entrada de la cueva estaba obstruida por una gran roca y la cueva se informó a ser alrededor de 200 pies (61 m) de profundidad. No hubo una explicación definitiva para la presencia del bote salvavidas en la cueva, pero se creía que la marea alta había levantado el barco en la boca de la cueva. Debido a los mares peligrosos fuera de la boca de la cueva, el bote salvavidas junto con sus restos humanos no pudieron ser recuperados. pescadores reportaron botes salvavidas similares locales que se remaron con los esqueletos de las víctimas del Valencia.
Cuando el transporte de los sobrevivientes del Valencia a Seattle, la ciudad de Topeka se detuvo en el agua para transmitir las noticias del naufragio del Valencia de un barco que pasa. Algunos observadores a bordo afirmaron que podían distinguir la forma de Valencia dentro del humo negro que emanaba del embudo del buque Ciudad de Topeka. En 1910, el Seattle Times informó que los marinos afirmaron haber visto una nave fantasma parecido al Valencia cerca Punto Pachena. Los marineros observaron olas de lavado sobre el barco fantasma como figuras humanas se aferró a aparejo de la nave para salvar su vida. Apariciones similares fueron reportadas en los años siguientes al desastre.